# Канвон (провінція, КНДР)
Прові́нція Канво́н (кор. 江原道, 강원도, Канвон-до) — провінція Корейської Народної Демократичної Республіки. 
Розташована на сході Корейського півострова, на південному сході Республіки. Зі сходу омивається водами Японського моря. Утворена на основі історичної провінції Канвон, що була розділена між Північною і Південною Кореєю по 38 паралелі.